# Eugen Drewermann

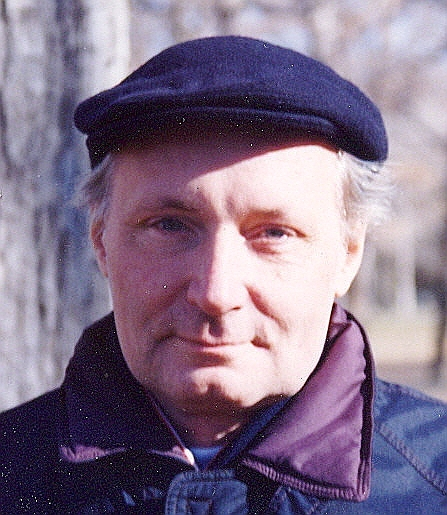
Eugen Drewermann em 1999

Eugen Drewermann (20 de junho de 1940) é um teólogo alemão, ativista pela paz, crítico da Igreja Católica e ex-sacerdote católico. A sua obra escrita está traduzida em mais de 12 línguas.
Drewermann nasceu em Bergkamen, perto de Dortmund, filho de um luterano e uma católica. Ficou conhecido na Alemanha pelo seu trabalho em favor de uma forma pacifista do Cristianismo, a qual, segundo ele, exigiria uma integração da psicologia do profundo na exegese e teologia. Estudioso de filosofia, teologia, psicanálise e estudos religiosos comparados, criticou as interpretações dos milagres feitas de forma literal pela Igreja Católica Romana, entre as quais o nascimento virginal de Jesus e a Ressurreição de Jesus como supersticiosas e medievais. Deslocou-se a Roma para aprofundar as histórias bíblicas do ponto de vista simbólico, de modo a que entender de que modo estão presentes na atualidade no espírito dos seus leitores. As opiniões polémicas de Drewermann em relação a dogmas da Igreja Católica conduziram a uma carta do então Cardeal Joseph Ratzinger em 1986  ao arcebispo de Drewermann, Johannes Joachim Degenhardt.
A luta trouxe Drewermann à luz do público e culminou em 1991, após a publicação de uma crítica radical do que ele considerou ser o ideal clerical defendido pelo Vaticano, afirmando que era psicologicamente cruel e mentalmente escravizante (Kleriker: Psychogramm eines Ideals [Clero: Psicograma de um ideal]). O arcebispo Degenhardt de Paderborn na Conferência Episcopal Católica da Alemanha entrou num vívido debate com Drewermann, que foi seguido atentamente pelos meios de comunicação e pelo público. Em consequência, em 7 de outubro de 1991, o arcebispo desautorizou-o do ensino no seminário de Paderborn e, no ano seguinte, retirou-lhe a licença de pregação.
Drewermann é emissor de fortes e controversas opiniões em assuntos políticos. Foi contra a Guerra do Golfo, a Guerra do Iraque, a participação alemã na NATO no conflito do Afeganistão, e contra os raids de Israel durante a Guerra do Líbano de 2006. Em nome do movimento pacifista alemão, pediu a abolição do cargo de Walter Mixa como bispo militar da Bundeswehr. Drewermann assina frequentemente pelas posições do partido pós-comunista Linkspartei e discursa em conferências e protestos de cariz político esquerdista.
Drewermann deixou a Igreja Católica no dia dos seus 65 anos, em 20 de junho de 2005, decisão que anunciou na televisão.

## Livros sobre Drewermann
- Beier, Matthias (2006). A Violent God-Image: An Introduction to the Work of Eugen Drewermann. Continuum International. ISBN 0-8264-1835-X.
- Beier, Matthias (2010). Gott ohne Angst: Einführung in das Denken Drewermanns. Patmos. ISBN 3-491-72543-7.